# Бенедикт Камбербач
Бенедикт Тимоти Карлтон Камбербач (енгл. Benedict Timothy Carlton Cumberbatch; Лондон, 19. јул 1976) британски је глумац. Најзапаженију улогу у досадашњој каријери остварио је у серији Шерлок, модерној адаптацији романа Артура Конана Дојла коју емитује Би-Би-Си. Поред Шерлока, Камбербач се појавио у још неколико ТВ серија и филмова Би-Би-Си-ја, међу којима се истичу мини-серија Крај параде и ТВ филм Хокинг.
Прву већу филмску улогу остварио је у филму Чудесна милост из 2006. године. Неки од његових значајнијих филмских пројеката су Покајање, Ратни коњ, Крпар, кројач, солдат, шпијун, Звездана стазе: Према тами, Дванаест година ропства и Август у округу Осејџ. Такође је позајмљивао глас и покрете Шмаугу и Волшебнику у филмовима из Хобит трилогије. Године 2014. играо је 	Алана Тјуринга у биографској драми Игра кодова, која му је донела номинације за низ престижних признања, укључујући Оскара, Златни глобус и Награду Удружења филмских глумаца за најбољег глумца у главној улози. Широј публици постао је познат захваљујући улози Доктора Стрејнџа у филмовима из Марвеловог филмског универзума.
Камбербач је цењен позоришни глумац и наступио је у великом броју позоришних адаптација дела класичне књижевности. Као најзначајнија међу њима, истиче се улога у Франкенштајну из 2011. године у режији Денија Бојла, која му је донела Награду Лоренс Оливије.
За улоге у различитим телевизијским и филмским пројектима, Камбербач је био номинован за бројна престижна признања међу којима су Златни глобус, БАФТА, Награда удружења филмских глумаца и Еми кога је освојио 2014. за улогу у серији Шерлок. Исте године нашао на листи "100 најутицајнијих људи света" часописа Тајм, а британски Сандеј Тајмс ставио га је на листу "100 креатора 21. века" и назвао га Лоренсом Оливијем своје генерације.

## Детињство
Камбербач је рођен 19. јула 1976. у Хамерсмиту (Лондон), а његови родитељи су глумци Тимоти Карлтон и Ванда Вентам.. Одрастао је у лондонској општини Кингстон и Челси. Његов прадеда Хенри Арнолд Камбербач био је генерални конзул краљице Викторије у Турској, а деда Хенри Карлтон Камбербач командант подморнице у оба светска рата и угледна личност лондонског високог друштва
Камбербач се школовао по интернатима од своје осме године. Похађао је школу Брамбелти у Источном Сасексу и школу Хароу где је изучавао драмску уметност и учествовао је у великом броју адаптација Шекспирових дела. Прву улогу имао је са 12 година у представи Сан летње ноћи као Титанија. Професро драме Мартин Тајрел описао га је као "најбољег глумца школског узраста са којим је икада сарађивао" Камбербач се током школовања у Хароу такође бавио сликарством и био је члан рагби тима.
Након дипломирања, годину дана је волонтирао као наставник енглеског језика у тибетанском манастиру у Дарџилингу (Индија).. Студирао је драму на Универзитету у Манчестеру и по завршетку студија наставио је глумачку обуку на Академији за музику и драму у Лондону

## Каријера

### Телевизија
Камбербач је каријеру на телевизији почео епизодним улогама у серијама Откуцај срца, Тихи сведок и Оперативци, а наступио је и у мини-серијама Додир сомота и Шпијуни са Кембриџа. Прву већу улогу остварио је у ситкому Четрдесет и нека са Хјуом Лоријем у главној улози. 2004. играо је Стивена Хокинга у ТВ филму Хокинг, који му је донео номинацију за телевизијску БАФТУ за најбољег глумца у главној улози.
2005. тумачио је главну улогу у минисерији До краја Земље снимљеној по трилогији Вилијама Голдинга. Током 2005. имао је мању улогу у сатиричној скеч комедији Ударене вести. Након тога, Камбербач се појавиио са Томом Хардијем у ТВ филму Стјуарт: Живот унатрашке који је премијерно приказан на Би-Би-Си-ју у септембру 2007.
2008. играо је Стивена Езарда у минисерији Последњи непријатељ која му је донела номинацију за Награду Сателит.. Након тога имао је епизодну улогу у серији Марпл: Убиство је лако као Лук Фицвилијам. Улога у ТВ филму Мало острво из 2009. донела му је још једну номинацију за телевизијску БАФТУ, овог пута у категорији Најбољи глумац у споредној улози
2009. наступио је у представи Тренутак преокрета Мајкла Добса. која је била једна у серији ТВ представа које су се уживо емитовале на телевизијским каналима Скај Артс. У представи је приказан мало познат састанак у октобру 1938. између Винстона Черчила и Гаја Берџиса, совјетског шпијуна који је у то време радио за Би-Би-Си. Камбербач је тумачио улогу Берџиса, док је Черчила играо Метју Марш, са којим је раније наступио у филму Хокинг
2010. тумачио је улогу Ван Гога у телевизијском документарцу Ван Гог: Насликано речима. Исте године, Камбербач је почео да игра Шерлока Холмса у првој сезони ТВ серије Шерлок која је наишла на добар пријем код критичара и публике.. До сада су снимљене 3 сезоне, са по 3 епизоде у свакој. Серију су креирали Стивен Мофат и Марк Гејтис за Би-Би-Си, а поред Камбербача у њој се појављује и Мартин Фриман као Џон Вотсон. Серија је освојила бројне награде, а Камбербачу је донела номинације за БАФТУ, Еми и Златног глобуса
2012. играо је главну улогу у минисерији Крај параде заједно са Ребеком Хол. Серију су ко-продуцирали Би-Би-Си и Ејч-Би-Оу и снимљена је по романима Форда Мадокса Форда. Сценарио је написао Том Стопард, а Сузан Вајт је режирала свих 5 епизода. Ова улога Камбербачу је донела још једну номинацију за награде Еми и Сателит.

### Филм
Први већи филмски пројекат у коме се Камбербач појавио била је историјска драма Чудесна милост из 2006. Улога британског политичара Вилијама Пита Млађег донела му је номинацију за награду "Британска глумачка звезда у успону" на филмском фестивалу у Лондону. Камбербач је исте године тумачио улогу Патрика Вотса у филму Почетно питање, током чијег је снимања упознао неколико будућих колега и добрих пријатеља - Џејма Макавоја, Алис Ив, Ребеку Хол и Марка Гејтиса, једног од аутора серије Шерлок.
Камбербач је неко време након тога играо претежно споредне улоге у филмовима британске продукције. 2007. појавио се у филму Покајање Џоа Рајта који је био номинован за седам Оскара. Иако је његова улога била мала, успео је да привуче пажњу Стивена Мофета, кога је глумом у овом филму убедио да је прави избор за улогу савременог Шерлока Холмса. Након тога уследиле су мање споредне улоге у филмовима Друга Боленова кћи из 2008, Креација из 2009, Четири лава и Доушник из 2010. У то време добио је и прву главну филмску улогу у британском филму независне продукције Трећа звезда, у коме игра Џејмса, младића оболелог од рака који одлучује да последње дане проведе на незаборавном путовању са тројицом најбољих пријатеља.
Улога у серији Шерлок, знатно је утицала на напредака његове каријере, па је након 2010. почео да добија понуде за улоге у већим филмским пројектима. 2011. појавио се у британском трилеру Крпар, кројач, солдат, шпијун Томаса Алфредсона. Филм је био номинован за три Оскара и освојио је БАФТУ за најбољи британски филм, а Камбербачу је донео номинацију за најбољег споредног глумца на додели Британских филмских награда за независни филм. Исте године тумачио је улогу мајора Џејмија Стјуарта у филму Ратни коњ Стивена Спилберга.
Камбербач се у јуну 2011. придружио глумачкој екипи филма Хобит: Неочекивано путовање, првом делу Хобит трилогије у режији Питера Џексона, снимљене по роману Џ. Р. Р. Толкина. Позајмљивао је глас и покрете Некромансеру, као и змају Шмаугу, а његова улога је постала знатно већа у другом филму Хобит: Шмаугова пустошења. Наступиће и у последњем наставку под називом Хобит: Битка пет армија чија је премијера заказана за 2014. Како би се забележило змајево кретање и мимика, Камбербач је током снимања носио специјални костим и маркере за лице који се користе у техници дигиталног снимања покрета познатој под називом motion capture.
2013. тумачио је улогу Кана, главног негативца у филму Звездане стазе: Према тами у режији Џеј-Џеј Ејбрамса. Захваљујући улози у овом блокбастеру стекао је још већу интернационлану популарност, а на додели МТВ филмских награда, које се углавном фокусирају на мејнстрим кинематографију, био је номинован у категоријама "Најбољи негативац" и "Омиљени филмски лик". У другој половини 2013. три његова филма премијерно су приказана на Филмском фестивалу у Торонту. У историјској драми Дванаест година ропства, која је касније освојила бројне престижне награде укључујући Оскара за најбољи филм, Камбербач је тумачио улогу робовласника Вилијама Форда. Такође је играо споредну улогу у филму Август у округу Осејџ, који му је донео номинацију за Награду удружења филмских глумаца за најбољу филмску поставу. Исте године, тумачио је улогу Џулијана Асанжа, оснивача сајта Викиликс, у трилеру Тајне петог сталежа. Иако је филм доживео фијаско код критичара и публике, Камбербачова глума наишла је на добре реакције.
У јануару 2014. Гари Олдман је потврдио да ће Камбербач, Рејф Фајнс и Аманда Сајфрид наступити у његовом следећем пројекту Летећи коњ, биографском филму о животу британског фотографа Едварда Мајбриџа. У марту се придружио екипи глумаца који позајмљују глас у цртаћу Пингвини са Мадагаскара, чија је премијера заказана за 26. новембар 2014. Истог месеца премијерно ће бити приказана и историјска драма Игра кодова о британском криптографу Алану Тјурингу, у којој Камбербач игра главну улогу.

### Позориште
Од 2001. године, Камбербач је играо веће улоге у неколицини адаптација дела класичне књижевности у Краљевском националом позоришту и позориштима „Ројал Корт“, „Алмејда“ и „Опен Ер“ у парку Риџентс где је наступио у драмама Узалудни љубавни труд, Сан летње ноћи, Како вам драго и Ромео и Јулија Вилијама Шекспира. Улога Џорџа Тесмана у представи Хеда Габлер донела му је номинацију за Награду Лоренс Оливије у категорији „Најбољи глумац у споредној улози“. Камбербач је ову улогу играо од 15. марта 2005. у позоришту „Алмејда“, све док се 19. маја исте године није пребацио у позориште „Војвода од Јорка“ на Вест Енду. Ово је уједно био и његов први наступ у некој представи на Вест Енду.
Године 2010. играо је улогу аристократе Дејвида Скота-Фаулера у драми После плеса Теренса Ратигана, чија се радња одвија током двадесетих година прошлог века. Представу је режирала Теа Шарок, а изводила се у позоришту „Ројал Корт“. Наишла је на добар пријем код критичара и публике и освојила је четири Награде Лоренс Оливије.
У новембру исте године, био је један од учесника добротворног позоришног догађаја „Дечији монолози“ који је организовала установа „Dramatic Need“. Поред Камбербача, свој допринос су дали и глумци Бен Кингсли, Том Хидлстон, Џема Артертон, Еди Редмејн и режисер Дени Бојл. Представа је била инспирисана писмима и личним причама деце из Јужноафричке Републике и организована је поводом Светског дана борбе против сиде.
У фебруару 2011. поново је сарађивао са Бојлом, овог пута у адаптацији романа Франкенштајн Мери Шели у Краљевском националном позоришту. Камбербач и колега Џони Ли Милер су наизменично тумачили улоге Виктора Франкенштајна и његовог створења. Представа је наишла на добар пријем код критичара и приказивала се у биоскопима као део програма Национално позориште уживо. Камбербач је за ову улогу освојио три најважније позоришне награде у Уједињеном Краљевству - Лоренс Оливије, Ивнинг Стандард и Награду Удружења позоришних критичара - и тиме стекао тзв. "Троструку круну лондонског позоришта".
Дана 2. новембра 2013. био је један од учесника догађаја "50 година на сцени" организованог поводом педесетогодишњице Краљевског националног позоришта. У прогрмау су учествовали многи великани британског глумишта, укљућујући Меги Смит, Џуди Денч, Хелен Мирен, Рејфа Фајнса и Мајкла Гамбона. Камбербач је тумачио улогу Розенкранца у изабраној сцени из драме Тома Стопарда Розенкранц и Голденстерн су мртви, која је премијерно приказана 1967. на сцени тог позоришта. Представу је режирао Николас Хитнер и приказивала се на каналу Би-Би-Си 2 и биоскопима широм света као део програма Национално позориште уживо.
Његов следећи позоришни пројекат је адаптација Шекспировог Хамлета режисерке Линдзи Тернер која ће се приказивати од августа 2015. у лондонском Барбикан Центру. Камбербачу је током студија било понуђено да игра Хамлета у школској представи, али је одбио јер је био заузет учењем и „није желео да постане опседнут и дозволи да размишљање о улози преузме контролу над његовим животом.“

### Радио
Камбербач је у више наврата изразио своју љубав према радију и наступио је у бројним продукцијама за радио Би-Би-Си. На радио станици Би-Би-Си 4 играо је улогу баристера Рампола, лика из романа Џона Мортимера, у девет различитих радио драма закључно са 2014. Такође је познат по улози капетана Мартина Крифа у комедији ситуације Притисак у кабини, у којој је наступао од 2008. до 2014. када је емитована последња епизода. Године 2013. заједно са Џејмсом Макавојом и Натали Дормер учествовао је у радијској адаптацији романа Никадођија Нила Гејмана. Драму је режирао Дерк Магс и снимљено је шест епизода у којима је Камбербач тумачио улогу Ајлингтона. Исте године играо је немачког физичара Вернера Хајзенберга у адаптацији представе Копенхаген на радију Би-Би-Си 3. Камбербач је изјавио да често слуша радио станице Би-Би-Си 3 и 4 и да га глума на радију и даље узбуђује јер је „код овог медија фокус на чистој моћи људског гласа и његовом магичном ефекту на публику.“

### Нарација
Камбербач је наратор неколико документараца који су се емитовали на каналима Дискавери и Национална географија. Такође је снимио аудио књиге Казанова, Бура, Стварање музике, Покојник са белом машном и Шерлок Холмс. Позамјљивао је глас у рекламам за Јагуар, Сони и Гугл+ у којој је извео монолог „Цео свет је позорница“ из Шекспирове драме Како вам драго.
Наступио је у кратком филму о историји Лондона који се емитовао на Би-Би-Си-ју пре церемоније отварања Летњих олимпијских игара 2012. Два пута је учествовао на фестивалима у Челтнаму - у јулу 2012. читао је поезију из периода Првог светског рата на музичком фестивалу, а у септрембру исте године на књижевном фестивалу разговарао је o серијама Шерлок и Крај параде. Био је наратор приповетке Стан пун углова песника Сајмона Клирија, снимљеној у четири дела који су се појавили на музичким компилацијама Приче за ситне ноћне сате у периоду између 2012. и 2014.
Године 2013. био је наратор документарца Јерусалим о историји тог древног града. Филм се приказивао у 3D формату у биоскопима широм света, а дистрибуирала га је Национална географија.

### Продукција
Камбербач је крајем 2013. основао продукцијску компанију Сани Марч (енг. SunnyMarch Ltd). заједно са Беном Дилоном, Адамом Селвсом и Адамом Аклендом, кога је упознао током снимања серије Последњи непријатељ. Њихов први пројекат био је кратки филм Мала услуга режисера Патрика Монроа. Камбербач тумачи улогу ратног ветерана Воласа, коме се седам година након рата у Ираку за помоћ обраћа човек који му је спасао живот. Акциони трилер у трајању од 30 минута, снимљен је са буџетом у износу од 87.000 £, који је обезбедила заинтересована публика путем сајта Индигого.

## Филмографија
| Филмови             |                                             |               |                                              | |
| Година              | Српски назив                                | Изворни назив | Улога                                        | Напомене |
| 2002                | Брда попут белих слонова                    |               | Човек                                        | Кратки филм |
| 2003                | Убити краља                                 |               | Ројалист                                     | |
| 2006                | Почетно питање                              |               | Патрик Вотс                                  | |
| 2006                | Чудесна милост                              |               | Вилијам Пит Млађи                            | |
| 2007                | Нераздвојни                                 |               | Џо/Чарли                                     | Кратки филм |
| 2007                | Покајање                                    |               | Пол Маршал                                   | |
| 2008                | Друга Боленова кћи                          |               | Вилијам Кери                                 | |
| 2009                | Креација                                    |               | Џозеф Далтон Хукер                           | |
| 2010                | Бајке о бурлесци                            |               | Хенри Кларк                                  | |
| 2010                | Четири лава                                 |               | Преговарач                                   | |
| 2010                | Трећа звезда                                |               | Џејмс                                        | |
| 2010                | Доушник                                     |               | Ник Кофман                                   | |
| 2011                | Крпар, кројач, солдат, шпијун               |               | Питер Гилам                                  | номинација - Британска независна филмска награда за најбољег глумца у споредној улози |
| 2011                | Ратни коњ                                   |               | Мајор Џејми Стјуарт                          | |
| 2011                | Разарачи                                    |               | Дејвид                                       | |
| 2012                | Хобит: Неочекивано путовање                 |               | Волшебник                                    | Глас и покрети |
| 2012                | Девојка у коми                              |               | Данте Алигијери (глас)                       | Документарац |
| 2013                | Звездане стазе: Према тами                  |               | Кан                                          | Награда Сатурн за најбољу споредну мушку улогу (филм) номинација - МТВ филмска награда за најбољег негативца |
| 2013                | Мала услуга                                 |               | Волас                                        | Кратки филм |
| 2013                | Дванаест година ропства                     |               | Вилијам Форд                                 | номинација - Награда Удружења филмских глумаца за најбољу филмску поставу номинација - Награда Удружења телевизијских филмских критичара за најбољу филмску поставу |
| 2013                | Тајне петог сталежа                         |               | Џулијан Асанж                                | |
| 2013                | Хобит: Шмаугова пустошења                   |               | Шмауг / Волшебник                            | Глас и покрети |
| 2013                | Август у округу Осејџ                       |               | Чарлс Ејкен Млађи                            | номинација - Награда Удружења филмских глумаца за најбољу филмску поставу номинација - Награда Удружења телевизијских филмских критичара за најбољу филмску поставу |
| 2014                | Хобит: Битка пет армија                     |               | Шмауг / Волшебник                            | Глас и покрети |
| 2014                | Игра кодова                                 |               | Алан Тјуринг\|                               | номинација - Оскар за најбољег главног глумца номинација - БАФТА за најбољег глумца у главној улози номинација - Златни глобус за најбољег главног глумца у играном филму (драма) номинација - Награда Удружења филмских глумаца за најбољег глумца у главној улози номинација - Награда Удружења филмских глумаца за најбољу филмску поставу номинација - Награда Удружења телевизијских филмских критичара за најбољег глумца у главној улози номинација - Награда Удружења телевизијских филмских критичара за најбољу филмску поставу номинација - Награда Сателит за најбољег глумца у главној улози номинација - Британска независна филмска награда за најбољег глумца у главној улози |
| 2015                | Пингвини са Мадагаскара                     |               | агент Тајни                                  | Глас |
| 2015                | Црна миса                                   |               | Бил Балџер                                   | |
| 2016                | Зулендер 2                                  |               | Ол                                           | |
| 2016                | Доктор Стрејнџ                              |               | Стивен Стрејнџ/Доктор Стрејнџ                | |
| 2017                | Рат струја                                  |               | Томас Едисон                                 | |
| 2017                | Тор: Рагнарок                               |               | Стивен Стрејнџ/Доктор Стрејнџ                | |
| 2018                | Осветници: Рат бескраја                     |               | Стивен Стрејнџ/Доктор Стрејнџ                | |
| 2018                | Могли                                       |               | Шир Кан (глас)                               | |
| 2018                | Гринч                                       |               | Гринч (глас)                                 | |
| 2019                | Осветници: Крај игре                        |               | Стивен Стрејнџ/Доктор Стрејнџ                | |
| 2019                | 1917                                        |               | пуковник Макензи                             | |
| 2020                | Сенка шпијуна                               |               | Гревил Виниј                                 | |
| 2021                | Моћ пса                                     |               | Фил Бербанк                                  | |
| 2021                | Спајдермен: Пут без повратка                |               | Стивен Стрејнџ/Доктор Стрејнџ                | |
| 2022                | Доктор Стрејнџ у мултиверзуму лудила        |               | Стивен Стрејнџ/Доктор Стрејнџ                | |
| Телевизијске серије |                                             |               |                                              | |
| Година              | Српски назив                                | Изворни назив | Улога                                        | Напомене |
| 2000                | Откуцај срца                                |               | Чарлс                                        | 1 епизода |
| 2002                | Додир сомота                                |               | Фреди                                        | Мини-серија |
| 2002                | Тихи сведок                                 |               | Ворен Рид                                    | 2 епизоде |
| 2003                | Шпијуни са Кембриџа                         |               | Едвард Хенд                                  | Мини-серија |
| 2003                | Оперативци                                  |               | Џим Норт                                     | 1 епизода |
| 2003                | Четрдесет и нека                            |               | Рори Слипери                                 | 6 епизода |
| 2004                | Битка за Денкерк                            |               | Џими Ленгли                                  | Документарац |
| 2004                | Откуцај срца                                |               | Тоби Фишер                                   | 1 епизода |
| 2004                | Хокинг                                      |               | Стивен Хокинг                                | ТВ филм |
| 2005                | Нејтан Барли                                |               | Робин                                        | 2 епизоде |
| 2005                | До краја Земље                              |               | Едмунд Талбот                                | 3 епизоде |
| 2005                | Ударене вести                               |               | Вил Паркер                                   | 3 епизоде |
| 2007                | Стјуарт: Живот унатрашке                    |               | Александар Мастерс                           | ТВ филм |
| 2008                | Последњи непријатељ                         |               | Стивен Езард                                 | 5 епизода номинација - Награда Сателит за најбољег глумца у мини-серији или ТВ филму |
| 2009                | Мало острво                                 |               | Бернард                                      | ТВ филм |
| 2009                | Марпл: Убиство је лако                      |               | Лук Фицвилијам                               | ТВ филм |
| 2010                | Ван Гог: Насликано речима                   |               | Винсент ван Гог                              | ТВ филм |
| 2010                | Ратиганова енигма са Бенедиктом Камбербачом |               | Презентер                                    | Документарац |
| 2010−2017           | Шерлок                                      |               | Шерлок Холмс                                 | Главна улога Награда Еми за најбољег главног глумца у мини-серији или филму (2014) Награда Сателит за најбољег глумца у мини-серији или ТВ филму (2012) номинација - Награда Еми за најбољег главног глумца у мини-серији или филму (2012) номинација - Златни глобус за најбољег глумца у мини-серији или ТВ филму номинација - Награда Сателит за најбољег глумца у мини-серији или ТВ филму (2010) |
| 2012                | Крај параде                                 |               | Кристофер Тиџенс                             | 5 епизода номинација - Награда Еми за најбољег главног глумца у мини-серији или филму номинација - Награда Сателит за најбољег глумца у мини-серији или ТВ филму |
| 2013                | Симпсонови                                  |               | Британски премијер / Северус Снејп (гласови) | Епизода "" |
| 2016                | Хенријада                                   |               | Ричард III                                   | |
| 2021                | Шта ако...?                                 |               | Стивен Стрејнџ/Врховни Доктор Стрејнџ (глас) | епизода: „Шта ако... би Доктор Стрејнџ изгубио своје срце уместо својих руку?” |
| Позоришне представе |                                             |               |                                              | |
| Година              | Српски назив                                | Изворни назив | Улога                                        | Напомене |
| 2001                | Узалудни љубавни труд                       |               | Фердинанд                                    | Позориште „Опен Ер“, Парк Риџентс |
| 2001                | Сан летње ноћи                              |               | Деметријус                                   | Позориште „Опен Ер“, Парк Риџентс |
| 2002                | Како вам драго                              |               | Орландо                                      | Позориште „Опен Ер“, Парк Риџентс |
| 2002                | Ромео и Јулија                              |               | Бонвољо                                      | Позориште „Опен Ер“, Парк Риџентс |
| 2002                | О, какав диван рат                          |               | непознатно                                   | Позориште „Опен Ер“, Парк Риџентс |
| 2004                | Госпођа с мора                              |               | Лингстранд                                   | Позориште „Алмејда“ |
| 2005                | Хеда Габлер                                 |               | Тесман                                       | Позориште „Алмејда“/Позориште „Војвода од Јорка“ |
| 2006                | Период прилагођавања                        |               | Џорџ                                         | Позориште „Ројал Корт“ |
| 2007                | Носорог                                     |               | Беренжер                                     | Позориште „Ројал Корт“ |
| 2007                | Пиромани                                    |               | Ајзенринг                                    | Позориште „Ројал Корт“ |
| 2008                | Град                                        |               | Крис                                         | Позориште „Ројал Корт“ |
| 2010                | После плеса                                 |               | Дејвид Скот-Фаулер                           | Краљевско национално позориште |
| 2010                | Дечији монолози                             |               | непознато                                    | Позориште „Олд Вик“ |
| 2011                | Франкенштајн                                |               | Виктор Франкенштајн/створење                 | Краљевско национално позориште |
| 2013                | 50 година на сцени                          |               | Розенкранц                                   | Краљевско национално позориште |
| 2015                | Хамлет                                      |               | Хамлет                                       | Позориште „Барбикан“ |